# Lijst van beelden in Asten
Dit is een (onvolledige) chronologische lijst van beelden in Asten. Onder een beeld wordt hier verstaan elk driedimensionaal kunstwerk in de openbare ruimte van de Nederlandse gemeente Asten, waarbij beeld wordt gebruikt als verzamelbegrip voor sculpturen, standbeelden, installaties, gedenktekens en overige beeldhouwwerken.
Voor een volledig overzicht van de beschikbare afbeeldingen zie de categorie Beelden in Asten op Wikimedia Commons.
| Geplaatst | Omschrijving                                    | Kunstenaar                 | Straat                                   | Plaats  | Materiaal   | Afbeelding                                          |
| --------- | ----------------------------------------------- | -------------------------- | ---------------------------------------- | ------- | ----------- | --------------------------------------------------- |
| 1898      | Maria met kind                                  | Atelier Thissen            | Wilhelminastraat, kerk                   | Asten   | zandsteen   | Maria met kind                                      |
| ca 1910   | Sint Antonius van Padua                         |                            | Wilhelminastraat                         | Asten   | zandsteen   | St.Antonius van Padua                               |
| 1929      | Heilig Hartbeeld                                |                            | Wilhelminastraat                         | Asten   |             | Heilig Hartbeeld                                    |
| 1934?     | Bartholomeus                                    |                            | Kerkstraat                               | Asten   |             | Bartholomeus                                        |
| 1935      | Leeuwenfontein (Monument Burgemeester Wijnen)   | Fransen / Van Rooij        | Burgemeester Ruttenplein                 | Asten   | zandsteen   | Leeuwenfontein                                      |
| 1952      | St. Jozef met kind                              | Jac Maris                  | St.Jozefplein                            | Asten   | brons       | St. Jozef met kind                                  |
| 1953      | (reliëf)                                        | M van Eck?                 | Koningsplein / Burgemeester Wijnenstraat | Asten   |             |                                                     |
| 1960      | Josefientje                                     | Jesualda Kwanten           | Zonnehof                                 | Asten   | zandsteen   | Josefientje                                         |
| 1962      | (betonreliëf)                                   |                            | Marialaan, kerk                          | Ommel   | beton       | Reliëf                                              |
| 1968      | De gevallen mens                                | Annemarie Leenders-Kusters | Moussaultstraat                          | Asten   | brons       | De gevallen Mens                                    |
|           | (Meisje met vogels)                             |                            | Kluisstraat, Mariahofke                  | Ommel   | keramiek    |                                                     |
| 1968      | Het paard                                       | Theo van Amstel            | Driehoekstraat                           | Asten   | brons       | Het paard                                           |
|           | (kunstwerk met kinderen)                        | Jesualda Kwanten           | Asterstraat (Talent)                     | Asten   |             |                                                     |
| 1980      | Wolf                                            | Hein Vree                  | Wolfsplein                               | Asten   | brons       | Wolf                                                |
| 1981      | Twee generaties                                 | Jan van Ipenburg           | Deken van Pelthof                        | Asten   | brons       | Twee generaties                                     |
| 1984/1994 | Jan Vriends                                     | Geert Kunen                | Jan Vriendshof                           | Asten   | brons       | Jan Vriends                                         |
| 1988      | Joris en de draak                               | Antoinette Briët           | Koningsplein (Gevel gemeentehuis)        | Asten   |             |                                                     |
| 1995      | Anne Frank                                      | Joep Coppens               | Deken van Pelthof                        | Asten   | brons       | Anne Frank                                          |
| 1995      | De Jaargetijden                                 | Toine Manders              | Biggekruid                               | Asten   | metaal      | De Jaargetijden                                     |
| 1996      | De Peelwerker                                   | Joep Coppens               | Vorstermansplein                         | Heusden | brons       | De Peelwerker                                       |
| 1997      | Uitwisseling                                    | Hanneke Mols-van Gool      | Kerkstraat                               | Asten   | graniet     | Uitwisseling                                        |
|           | (kunstwerk)                                     | Henk Geel (1961) ?         | Nobisweg / Stikker                       | Asten   | rvs         |                                                     |
| 2001      | De groene poort                                 | Ineke Visser               | Koningsplein                             | Asten   | glas / rvs  | De groene Poort                                     |
|           | (sculptuur)                                     |                            | Schoolstraat                             | Asten   |             |                                                     |
| 2001      | Jan die Smet van der Diesdunc (15e Eeuwse smid) | Pier van Leest             | Koningsplein                             | Asten   | brons       | Jan die Smet van der Diesdunc                       |
| 2007      | De Lis en de Rode Kersen                        | Bruno Feger                | Deken Meijerstraat                       | Asten   |             | De Lis en de Rode Kersen · De Lis en de Rode Kersen |
| 2010      | Boomfontein                                     | Charles Vergouwen          | Kloosterstraat (plantsoen)               | Ommel   |             |                                                     |
| 2010      | Campanula                                       | Ron van de Ven             | Floralaan / Lienderweg                   | Asten   | polyester   | Campanula                                           |
| 2015      | 'n Hil hortje Klot                              | Lenie van den Eerenbeemt   | Burgemeester Frenckenstraat / Tuinstraat | Asten   | brons       | 'n Hil hortje Klot                                  |
| 2019      | Herdenkingsmonument                             | Els Haazen (ontwerp)       | Jan van Havenstraat / Kennisstraat       | Ommel   | cortenstaal |                                                     |
| 2024      | Lichtvanger                                     | Theo van Dam               | Meijelseweg / Vorstermansplein           | Heusden | brons / rvs | Lichtvanger                                         |